# Gröbere und feinere Topologien
Gröbere und feinere Topologien sind in dem mathematischen Teilgebiet der Topologie spezielle Mengensysteme, die in einer gewissen Beziehung zueinander stehen. Dabei heißt eine Topologie eine gröbere Topologie als eine andere Topologie, wenn sie in dieser enthalten ist, und eine feinere Topologie, wenn sie diese enthält.

## Definition
Gegeben sei eine Menge {\displaystyle X}, versehen mit zwei Topologien {\displaystyle \tau _{1}} und {\displaystyle \tau _{2}}. Ist
{\displaystyle \tau _{1}\subset \tau _{2}},
so heißt die Topologie {\displaystyle \tau _{2}} stärker oder feiner als {\displaystyle \tau _{1}}. Umgekehrt wird dann {\displaystyle \tau _{1}} schwächer oder gröber als {\displaystyle \tau _{2}} genannt.

## Beispiele
Für ein gegebenes {\displaystyle X} ist die triviale Topologie
{\displaystyle \tau _{1}:=\{X,\emptyset \}}
die gröbste mögliche Topologie und somit in jeder weiteren Topologie enthalten. Dies gilt bereits aufgrund der Definition einer Topologie, die immer die Grundmenge und die leere Menge enthalten muss.
Umgekehrt ist die diskrete Topologie
{\displaystyle \tau _{2}:={\mathcal {P}}(X)}
die feinste Topologie, da sie per Definition der Potenzmenge alle Teilmengen der Grundmenge enthält. Es kann somit keine Topologie geben, die echt mehr Mengen als {\displaystyle \tau _{2}} enthält.
Ein nichttriviales Beispiel von gröberen und feineren Topologien sind die schwache Topologie und die Normtopologie auf normierten Räumen. Dabei ist die schwache Topologie als Initialtopologie definiert: Sie ist die gröbste Topologie auf dem Grundraum {\displaystyle X}, so dass alle linearen normstetigen Funktionale auf {\displaystyle X} stetig sind. Die Normtopologie wird hingegen von den Norm-Kugeln
{\displaystyle U_{\epsilon }(x):=\{y\in X\mid \|x-y\|<\epsilon \}}
erzeugt. Die schwache Topologie ist dann schwächer (bzw. gröber) als die Normtopologie.

## Eigenschaften
Für zwei Topologien {\displaystyle \tau _{1}} und {\displaystyle \tau _{2}} auf einer Menge {\displaystyle X} gilt: Es ist {\displaystyle \tau _{2}\subseteq \tau _{1}} genau dann, wenn die identische Abbildung {\displaystyle \operatorname {id} _{X}\colon (X,\tau _{1})\to (X,\tau _{2}),x\mapsto x} stetig ist.
In metrischen Räumen und normierten Räumen vererben sich viele Eigenschaften von den Metriken bzw. den Normen auf die entsprechenden Topologien. Ist beispielsweise die Norm {\displaystyle \|\cdot \|_{1}} auf {\displaystyle X} eine stärkere Norm als {\displaystyle \|\cdot \|_{2}}, so ist die von {\displaystyle \|\cdot \|_{1}} induzierte Normtopologie feiner als die von {\displaystyle \|\cdot \|_{2}} induzierte Normtopologie. Die analoge Aussage gilt auch für die von Metriken erzeugten Topologien.
Allgemein gilt: feinere Topologien haben
- mehr offene Mengen
- mehr abgeschlossene Mengen
- mehr stetige Abbildungen in beliebige weitere topologische Räume
- weniger stetige Abbildungen von beliebigen weiteren topologischen Räumen
- weniger kompakte Mengen und
- weniger konvergente Folgen

## Verband der Topologien
Ist {\displaystyle X} eine Menge, so lässt sich auf natürliche Weise durch Inklusion eine Halbordnung auf {\displaystyle {\mathcal {P}}({\mathcal {P}}(X))} definieren. Diese Halbordnungsstruktur vererbt sich auf die Menge 
{\displaystyle {\mathcal {T}}:=\{\tau \mid \tau {\text{ ist Topologie auf }}X\}}.
Es gilt sogar noch mehr: {\displaystyle {\mathcal {T}}} wird bezüglich der durch die Inklusion induzierten Halbordnung zu einem vollständigen Verband:
Man definiert dazu für Mengen von Topologien {\displaystyle T\subseteq {\mathcal {T}}}
{\displaystyle \bigvee T} als die von der Subbasis {\displaystyle \bigcup T} erzeugte Topologie,
da die Vereinigung von Topologien im Allgemeinen nur die Subbasis einen Topologie liefert.
Für die sich in vollständigen Verbänden daraus automatisch ergebenden Operationen {\displaystyle \lor ,\land ,\bigwedge ,\top ,\bot } gilt für Topologien {\displaystyle \tau ,\sigma \in {\mathcal {T}}} und Mengen von Topologien {\displaystyle T\subseteq {\mathcal {T}}} dann:
{\displaystyle \tau \vee \sigma } ist die von {\displaystyle \tau \cup \sigma } erzeugte Topologie,
{\displaystyle \tau \wedge \sigma } ist der Schnitt {\displaystyle \tau \cap \sigma },
{\displaystyle \bigwedge T} ist der Schnitt {\displaystyle \bigcap T},
{\displaystyle \top }, das größte Element, ist die diskrete Topologie auf {\displaystyle X},
{\displaystyle \bot }, das kleinste Element, ist die indiskrete Topologie.
Der Verband {\displaystyle {\mathcal {T}}} ist nicht distributiv.